# قزل تبه
قزل تبه هي مدينة ومركز مقاطعة قزل تبه في ولاية نواوي في أوزبكستان.